# پوت سارسین
پوت سارسین (تایلندی: พจน์ สารสิน؛ زادهٔ ۲۵ مارس ۱۹۰۵ – درگذشته ۲۸ سپتامبر ۲۰۰۰) یک سیاست‌مدار اهل تایلند بود. وی از ۲۱ سپتامبر ۱۹۵۷ تا ۲۶ دسامبر ۱۹۵۷ نخست‌وزیر این کشور بود.